# Fatmir Vata
Fatmir Vata   (Rrëshen, 20 de setembre de 1971) és un exfutbolista albanès de la dècada de 1990.
Fou 17 cops internacional amb la selecció albanesa.
Pel que fa a clubs, defensà els colors de SV Waldhof Mannheim, Arminia Bielefeld i Wuppertaler SV.